# Nazeing
Nazeing is een civil parish in het bestuurlijke gebied Epping Forest, in het Engelse graafschap Essex. In 2001 telde het dorp 4675 inwoners.